# Антоновка (Тальновский район)
Антоновка (укр. Антонівка) — село в Тальновском районе Черкасской области Украины.
Население по переписи 2001 года составляло 337 человек. Занимает площадь 1,68 км². Почтовый индекс — 20422. Телефонный код — 4731.

## Местный совет
20422, Черкасская обл., Тальновский р-н, с. Кобринова Гребля, ул. Октябрьская, 8